# Jürgen Schult (Leichtathlet)

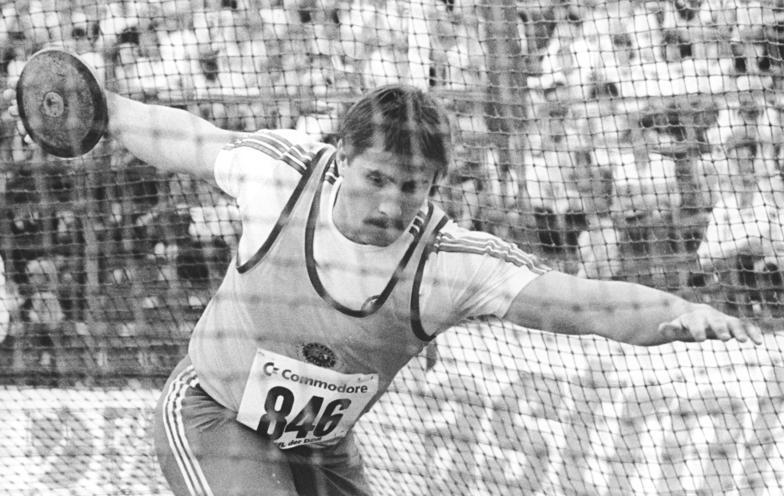
Jürgen Schult siegt bei den DDR-Meisterschaften 1988

Jürgen Schult (* 11. Mai 1960 in Neuhaus/Elbe) ist ein ehemaliger deutscher Leichtathlet, der für die DDR 1988 Olympiasieger im Diskuswurf wurde. Er errang damit am 1. Oktober 1988 die letzte olympische Goldmedaille für die DDR. Er hielt vom 6. Juni 1986 bis 2024 mit einer Weite von 74,08 m den Weltrekord im Diskuswurf.
Später gelang es ihm, in einer langen sportlichen Karriere, die bis zum Ende des 20. Jahrhunderts reichte, in der gesamtdeutschen Mannschaft an diesen Erfolg anzuknüpfen. Unter anderem wurde er 1992 Olympiazweiter und 1999 Weltmeisterschaftszweiter.

## Leben
Jürgen Schult begann als Fußballer und Radsportler bei der SSG Traktor Neuhaus. Von 1974 bis 1976 war er Schüler der Kinder- und Jugendsportschule in Schwerin und seitdem Diskuswerfer beim SC Traktor Schwerin. Ab 1976 erlernte er den Beruf eines Maschinen- und Anlagenmonteurs, absolvierte von 1979 bis 1985 ein Pädagogikstudium zum Erzieher für Jugendheime und studierte dann noch von 1986 bis 1994 an der DHfK in Leipzig zum Diplomsportlehrer.
Seine sportliche Karriere begann mit Erfolgen bei der Kinder- und Jugendspartakiade (1975 Bronze, 1977 Silber) und 1976 dem DDR-Jugendmeistertitel, bevor sich ab 1979 die internationalen Erfolge anschlossen. Nachdem ihm die Olympischen Spiele 1984 in Los Angeles durch den Olympiaboykott der DDR entgangen waren, erlangte Jürgen Schult im Juni 1986 Berühmtheit durch einen lange bestehenden Weltrekord: Beim EM-Qualifikationswettkampf der DDR-Athleten im Neubrandenburger Jahnstadion übertraf er mit 74,08 m die gültige Bestleistung von Juri Dumtschew (Sowjetunion) um die außergewöhnliche Differenz von 2,22 Metern. Dieser Weltrekord hatte bis zum April 2024 Bestand, ehe ihn Mykolas Alekna mit einer Weite von 74,35 m übertraf.
1988 kam es beim ersten und letzten Leichtathletik-Länderkampf zwischen der DDR und der Bundesrepublik Deutschland zu einem Eklat, als Schult die Gratulation des von ihm besiegten Wolfgang Schmidt ablehnte, der kurz zuvor aus der DDR in die Bundesrepublik übergesiedelt war. Dieses Verhalten war von der DDR-Sportführung angewiesen. Schult und Schmidt sprachen sich im Mai 1990 zwar aus, aber das Verhältnis der beiden Konkurrenten blieb angespannt.
Jürgen Schult ist 1,93 m groß und wog zu seiner aktiven Zeit 110 kg. Er startete für den SC Traktor Schwerin, 1991 umgewandelt in Schweriner SC, und trainierte bei Hermann Brandt. 1998 bis 2000 trat er für den SC Riesa an und war von 1993 bis 2000 sein eigener Trainer. Er war von 2001  bis 2018 Bundestrainer des Deutschen Leichtathletik-Verbandes für Diskuswurf der Männer, seit 2006 am Stützpunkt Potsdam. Im Januar 2011 wurde er zum Leitenden Bundestrainer für die Wurf- und Stoßdisziplinen berufen. In dieser Position wurde er im September 2018 von Marko Badura abgelöst und ist seitdem zuständig für die Leichtathletikausbildung an der Bundespolizeisportschule Kienbaum.
Jürgen Schult wohnt seit Mitte der 2000er Jahre in Töplitz bei Potsdam.

## Doping in der DDR
1991 konnten die Dopinggegner Brigitte Berendonk und Werner Franke mehrere Dissertationen und Habilitationsschriften ehemaliger DDR-Dopingforscher in der Militärmedizinischen Akademie Bad Saarow sicherstellen. Anhand der Arbeiten ließ sich die Teilnahme am DDR-Staatsdoping vieler bekannter DDR-Leistungssportler, darunter auch Jürgen Schult, rekonstruieren. Den Angaben zufolge bekam Jürgen Schult von 1981 bis 1984 hohe Dosen Oral-Turinabol. Später räumte er ein, gegenüber den Ermittlern der Zentralen Ermittlungsgruppe für Regierungs- und Vereinigungskriminalität die Unwahrheit gesagt zu haben, als er aussagte, von Oral-Turinabol erst nach der Wende gehört zu haben. Deswegen musste er 2001 eine Geldauflage von 12.000 Mark bezahlen. Schult hat die Verwendung anaboler Steroide stets bestritten.

## Auszeichnungen
- 1988 – Vaterländischer Verdienstorden in Gold[9]

## Erfolge im Einzelnen
- 1979, Junioreneuropameisterschaften: Platz 1
- 1983, Weltmeisterschaften: Platz 5 (64,92 m)
- 1986, Europameisterschaften: Platz 7 (64,38 m)
- 1987, Weltmeisterschaften: Platz 1 (65,80 – 68,74 m – 66,18 – 67,36 – 66,74 – 65,94)
- 1988, Olympische Spiele: Platz 1 (68,82 m – 67,92 – 65,76 – 68,18 – 65,70 – 68,26)
- 1990, Europameisterschaften: Platz 1 (ungültig – 61,62 – 63,32 – 62,08 – 63,70 – 64,58 m)
- 1991, Weltmeisterschaften: Platz 6
- 1992, Olympische Spiele: Platz 2 (64,26 – 63,54 – 63,84 – 63,38 – 64,94 m – 63,08)
- 1993, Weltmeisterschaften: Platz 3
- 1994, Europameisterschaften: Platz 3
- 1995, Weltmeisterschaften: Platz 5
- 1996, Olympische Spiele: Platz 6
- 1997, Weltmeisterschaften: Platz 3
- 1998, Europameisterschaften: Platz 2
- 1999, Weltmeisterschaften: Platz 2
- 2000, Olympische Spiele: Platz 8